# José Manuel Moya
José Manuel Moya Díaz (La Puebla del Río, 27 luglio 1939) è un compositore e produttore discografico spagnolo, considerato uno dei massimi esponenti nel genere delle sevillana per la sua lunga e riconosciuta opera.

## Biografia
Dopo essere stato giocatore di calcio nel Sevilla Fútbol Club, è stato membro fondatore de Los Romeros de la Puebla nel 1966, gruppo scioltosi nel 2011.
Ha studiato musica con Francisco Ufano, e poi con l'amico e compositore, Paco Serrano de La Puebla e suona la chitarra e il pianoforte.
Oltre che nella sevillana José Manuel Moya si dedica alla composizione di altri generi musicali come la rumba, la copla e la musica leggera, componendo per artisti quali Manolo Escobar, Grazia Monti, Isabel Pantoja, Maria Jimenez, Zucchero Moreno e Chiquetete tra gli altri. Nelle sevillana, hanno interpretato sue canzoni la quasi totalità di gruppi, cori e solisti che si dedicano, o si sono dedicati, a questo genere. Oltretutto, nel mondo delle sevillana José Manuel Moya, è uno dei compositori che ne ha composte in maggior numero. Nei Los Romeros de la Puebla è l'autore con più composizioni, nella loro discografía, assieme a Juan Díaz.
Tra le sue composizioni di successo Solano de las marismas, El embarque de ganado, Sevillanas para conquistar (Mírala cara a cara), Suspiros de mujer, Salve Rociera, Viva mi Andalucía, viva mi pueblo, Tiempo detente...

## Fonti
Questo contenuto proviene da modifiche a partire dall'informazione iniziale "70 Anniversario di José Manuel Moya".